# Coldrerio
Coldrerio (in dialetto comasco Culdrée) è un comune svizzero di 2 893 abitanti del Canton Ticino, nel distretto di Mendrisio.

## Storia
I reperti archeologici di capanne costruite prevalentemente su palafitte rinvenute a Coldrerio nella zona del Paü, costituiscono le tracce più remote della presenza umana nel Mendrisiotto. Risale all'età romana l'ara votiva ritrovata in zona Mercul (Mercole), a ovest della tenuta di Mezzana, il cui toponimo deriva da Mercurio, il dio romano protettore dei commerci e dei mercanti. Il monumento, a forma di parallelepipedo con piedistallo e parte superiore sporgenti, è alto poco più di un metro, si trova oggi esposto, curiosamente, all’interno del palazzo comunale di Stabio. Coldrerio viene nominata per la prima volta nell'852 nella forma Caledrano; nel 1185 ricorre in un atto notarile con il nome di “Caldirera". Nel 1335 la regione passò sotto la Signoria di Milano, divenendo Coldrerio nel Medioevo una delle principali località del Mendrisiotto, per poi passare sotto la sovranità dei Dodici Cantoni svizzeri nel 1512, appartenenza che fu ribadita in assemblea dagli uomini di Coldrerio nel 1798, non accettando la proposta del Cantone di Basilea, amministratore, in quel tempo, tramite il proprio Landfogto del Baliaggio di Mendrisio, di rinunciare alla sovranità sopra i quattro Baliaggi italiani di Locarno, Lugano, Mendrisio e Vallemaggia. Dal 1803 fece parte del neocostituito Canton Ticino. Numerose furono nei secoli le epidemie che sconvolsero la regione, il 21 luglio 1867 scoppiò l'ultimo caso di colera.

## Monumenti e luoghi d'interesse

### Architetture religiose
- Chiesa dei Santi Giorgio e Vittore, eretta nel XVI secolo[4], eretta tra il 1577 e il 1593[7]
- Chiesa cimiteriale di San Gregorio Magno, ora dedicata a Sant’Apollonia, in località Villa, sorge sul luogo di una chiesa medioevale già documentata nel 1275 e dedicata a San Giorgio, titolatura poi passata alla nuova parrocchiale[7][4]
- Chiesa-oratorio della Madonna del Carmelo, detta impropriamente Madonna del Pezoo, dal nome dell'appezzamento in cui sorge, di origine tardomedioevale[7]
- Chiesa-oratorio della Natività di N.S.G.C. (detto Oratorio dei Beccaria), in località Villa,  esempio di architettura barocca, eretta nel 1674 dall'architetto Carlo Beccaria (1604-1695)[7]
- Oratorio di San Rocco, edificio neoclassico di Vittore Vittori [senza fonte], eretto nel 1837, per voto a seguito dell'epidemia di colera dell'anno precedente, sul luogo in cui sorgevagià dal 1580 la precedente ma decadente cappella di San Rocco, nel fondo detto “Campagnolo” o “Gesiolo”[7]

### Architetture civili
- palazzo di Mezzana,[8][9][10][11][12] dei Torriani di Mendrisio, di cui si ha notizia per la prima volta nel 1543[13]
- palazzo Cigalini, dell'omonima famiglia originaria di Como, di cui si ha notizia fin dal 1636[13]
- palazzo Beccaria, in località Villa, eretto nel 1676[13]
- palazzo già Brentano, in zona detta Riaa, dal corso d'acqua, oggi incanalato e tombinato, che vi scorreva di fronte, appartenuto alla famiglia Brentani di Lugano[13]
- palazzo già Zerboli, a Villa, appartenuto all'omonima famiglia di Como[13]
- Casa Mola, sull'omonima piazzetta, nel nucleo di Canton Sopra, che appartenne ad uno dei rami della famiglia Mola[13]
- Casa già Livio, in zona del Castello, appartenne all'omonima famiglia[13]
- Casa già Conza, in via Bolghetto, nel nucleo di Canton Sotto, del XVIII sec., appartenne ad un ramo della famiglia Mola[13]
- Casa già Paolo Mola, in via Bolghetto, adiacente alla precedente, appartenente ad un altro ramo dell'omonima famiglia[13]
- Casa già Pozzi, in via Bolghetto, alla fine di Canton Sotto, appartenne all'omonima famiglia, come è attestato dallo stemma che sovrasta il portale di pietra[13]
- Casa già Vergo, ora casa colonica disabitata, già dimora borghese dell'omonima famiglia di costruttori. Interessante il camino di pietra con ornamenti, uno stemma sormontato da un cappello prelatizio e una scritta dove si legge la data 1552[13]
- Casa colonica della Costa di Sopra, forse parte del fabbricato fu eretto verso la metà del XV secolo, quale alloggio per i pellegrini[13]
- Mulino del Danielo (1801), dal nome del primo mugnaio, Daniele Galli, che vi operò in qualità di fittavolo. Il mulino ero denominato del “Bolacca” o del “Roncaccio”[13]

## Stemma
Troncato, semipartito: nel primo, d'oro, al castello a base trapezoidale di rosso, murato di nero, aperto del campo, torricellato di due pezzi, finestrati ciascuno di una finestra rettangolare del campo, il fastigio e le torri merlate di due, alla ghibellina; nel secondo, d'argento, al ramo di nocciolo reciso fogliato di due, di verde, e fruttato di due, d'oro, uno per lato; nel terzo, di nero, alla pentola al manico ad arco, alzato, d'oro.
Lo stemma riassume le varie ipotesi sull'etimologia del nome del paese.

## Società

### Evoluzione demografica
L'evoluzione demografica è riportata nella seguente tabella:
Abitanti censiti

## Cultura
Nella località di Mezzana si trova la sede dell'Azienda agraria cantonale di Mezzana